# 功能區塊圖

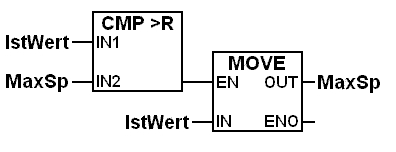
簡單的功能區塊圖

功能區塊圖（Function Block Diagram，簡稱FBD）是可用於可程式邏輯控制器設計的圖形語言，可以用函數的輸入及輸出來描述函數。函數是由許多基本模組集合而成，在圖上會以一區塊表示，各函數的輸入及輸出是由區塊之間的連接線來連接。可以用類似繪製電路圖的方式來進行設計。
區塊的輸入和輸出利用連接線來連接，一條連接線可以連接圖中的二個邏輯接點：
- 輸入變數及區塊的輸入。
- 區塊的輸出及輸入變數。
- 一區塊的輸出及另一區塊的輸入。

連接線是有方向性的，會將資料由左側的邏輯接點連到右側的邏輯接點，兩者需要有相同的資料型態。
一連接線可以有多個右方邏輯接點，可以用來將資訊廣播給多個邏輯接點，所有的邏輯接點需要有相同的資料型態。
功能區塊圖是針對邏輯或控制模態定義的語言，是控制系統相關的的IEC 61131-3標準中支援的幾種語言之一，可以應用在可程式邏輯控制器（PLC）或分散式控制系統（DCS）中。IEC 61131-3中還支援像指令表（IL）、階梯圖（LD）、結構化文字（ST）、順序功能流程圖（SFC）等語言。